# 8803 Колєр
(8803) 1981 EL34 (1981 EL34, 1972 TM3) — астероїд головного поясу, відкритий 2 березня 1981 року.
Тіссеранів параметр щодо Юпітера — 3.181.